# 5 Finlandzki Pułk Strzelców (Imperium Rosyjskie)
5 Finlandzki pułk strzelców (ros. 5-й Финляндский стрелковый полк) – oddział piechoty okresu Imperium Rosyjskiego.
sformowany 27 marca 1811.

## Przyporządkowanie 1 stycznia 1914
- 22 Korpus Armijny (ros. 22 АК, 22 армейский корпус)
  - 2 Finlandzka Brygada Strzelców (ros. 2-я Финляндская стрелковая бригада)
    - 5 Finlandzki pułk strzelców[a]